# Tavernole sul Mella
Tavernole sul Mella (lombardul: Taèrnole) település Olaszországban, Lombardia régióban, Brescia megyében. Lakosainak száma 1210 fő (2023. január 1.). Tavernole sul Mella Lodrino, Marcheno, Marmentino, Pezzaze, Pisogne és Zone községekkel határos.

## Népesség
A település lakossága az elmúlt években az alábbi módon változott:
| Lakosok száma | 1277 | 1261 | 1210 |
|               | 2017 | 2018 | 2023 |